# No Shame (album Sarah De Bono)
No Shame è il primo album in studio della cantante australiana Sarah De Bono, pubblicato il 13 luglio 2012 dalla Universal Music Group.

## Tracce
1. Price Tag – 3:20
2. Heavy Cross – 2:47
3. Listen – 3:36
4. How Will I Know – 3:51
5. Here's Where I Stand – 3:11
6. If I Didn't Love You – 4:31
7. Beautiful – 2:23
8. No Shame – 3:34
9. Burn – 3:50
10. Warwick Avenue – 3:47

## Classifiche
| Classifica (2012) | Posizione massima |
| ----------------- | ----------------- |
| Australia         | 7                 |